# Mistrovství Evropy v malém fotbale
Mistrovství Evropy v malém fotbale se pořádá od roku 2010, kdy se konalo v Bratislavě na Slovensku. První dva ročníky 2010 a 2011 se pořádaly jako neoficiální Evropský Minifotbalový pohár, od ročníku 2012 ho pořádá Evropská federace malého fotbalu (EMF). Nejúspěšnějším týmem je reprezentace Rumunska (6 vítězství). Na posledním šampionátu v Sarajevu zvítězili reprezentanti Srbska.

## Turnaje
| Rok  | Hostitel                       | Finále      | Finále              | Finále             | Zápas o             | Zápas o            | Zápas o      |
| Rok  | Hostitel                       | Vítěz       | Skóre               | Poražený finalista | Třetí místo         | Skóre              | Čtvrté místo |
| ---- | ------------------------------ | ----------- | ------------------- | ------------------ | ------------------- | ------------------ | ------------ |
| 2010 | Slovensko (Bratislava)         | Rumunsko    | 8 – 0               | Slovensko          | Česko               | 5 – 1              | Řecko        |
| 2011 | Rumunsko (Tulcea)              | Rumunsko    | 3 – 3 (5 – 4) pen.  | Česko              | Moldavsko           | 1 – 0              | Řecko        |
| 2012 | Moldavsko (Kišiněv)            | Rumunsko    | 2 – 1               | Černá Hora         | Česko               | 3 – 3 (4 – 3) pen. | Slovensko    |
| 2013 | Řecko (Rethymno)               | Rumunsko    | 2 – 0               | Chorvatsko         | Německo             | 1 – 1 (2 – 1) pen. | Rusko        |
| 2014 | Černá Hora (Herceg Novi)       | Rumunsko    | 1 – 0               | Slovinsko          | Česko               | 2 – 1              | Německo      |
| 2015 | Chorvatsko (Vrsar)             | Rumunsko    | 5 – 1               | Chorvatsko         | Bosna a Hercegovina | 4 – 3              | Česko        |
| 2016 | Maďarsko (Székesfehérvár)      | Kazachstán  | 2 – 2 (6 – 5) pen.  | Chorvatsko         | Česko               | 2 – 0              | Černá Hora   |
| 2017 | Česko (Brno)                   | Rusko       | 1 – 1 (3 – 2) pen.  | Česko              | Maďarsko            | 0 – 0 (3 – 2) pen. | Rumunsko     |
| 2018 | Ukrajina (Kyjev)               | Česko       | 4 – 1               | Rumunsko           | Kazachstán          | 2 – 0              | Anglie       |
| 2022 | Slovensko (Košice)             | Ázerbájdžán | 1 – 0               | Rumunsko           | Bulharsko           | 4 – 1              | Kazachstán   |
| 2024 | Bosna a Hercegovina (Sarajevo) | Srbsko      | 1 – 1 (10 – 9) pen. | Rumunsko           | Kazachstán          | 7 – 2              | Francie      |

## Medailový stav podle zemí do roku 2024 (včetně)
| Pořadí | Země                | Zlato | Stříbro | Bronz | Celkem |
| 1.     | Rumunsko            | 6     | 3       | 0     | 9      |
| 2.     | Česko               | 1     | 2       | 4     | 7      |
| 3.     | Kazachstán          | 1     | 0       | 2     | 3      |
| 4.     | Rusko               | 1     | 0       | 0     | 1      |
| 4.     | Ázerbájdžán         | 1     | 0       | 0     | 1      |
| 4.     | Srbsko              | 1     | 0       | 0     | 1      |
| 5.     | Chorvatsko          | 0     | 3       | 0     | 3      |
| 6.     | Slovensko           | 0     | 1       | 0     | 1      |
| 6.     | Černá Hora          | 0     | 1       | 0     | 1      |
| 6.     | Slovinsko           | 0     | 1       | 0     | 1      |
| 7.     | Bulharsko           | 0     | 0       | 1     | 1      |
| 7.     | Moldavsko           | 0     | 0       | 1     | 1      |
| 7.     | Německo             | 0     | 0       | 1     | 1      |
| 7.     | Bosna a Hercegovina | 0     | 0       | 1     | 1      |
| 7.     | Maďarsko            | 0     | 0       | 1     | 1      |